# Ursina Haller
Ursina Haller (Davos, 29 de diciembre de 1985) es una deportista suiza que compitió en snowboard. Ganó una medalla de plata en el Campeonato Mundial de Snowboard de 2011, en la prueba de halfpipe.

## Medallero internacional
| Campeonato Mundial | Campeonato Mundial | Campeonato Mundial | Campeonato Mundial |
| Año                | Lugar              | Medalla            | Prueba             |
| ------------------ | ------------------ | ------------------ | ------------------ |
| 2011               | La Molina (España) | Medalla de plata   | Halfpipe           |